# Bienvenue à Paper Port
 (avril 2025).
La mise en forme du texte ne suit pas les recommandations de Wikipédia : il faut le « wikifier ».
Les points d'amélioration suivants sont les cas les plus fréquents. Le détail des points à revoir est peut-être précisé sur la page de discussion.
- Les titres sont pré-formatés par le logiciel. Ils ne sont ni en capitales, ni en gras.
- Le texte ne doit pas être écrit en capitales (les noms de famille non plus), ni en gras, ni en italique, ni en « petit »…
- Le gras n'est utilisé que pour surligner le titre de l'article dans l'introduction, une seule fois.
- L'italique est rarement utilisé : mots en langue étrangère, titres d'œuvres, noms de bateaux, etc.
- Les citations ne sont pas en italique mais en corps de texte normal. Elles sont entourées par des guillemets français : « et ».
- Les listes à puces sont à éviter, des paragraphes rédigés étant largement préférés. Les tableaux sont à réserver à la présentation de données structurées (résultats, etc.).
- Les appels de note de bas de page (petits chiffres en exposant, introduits par l'outil «  Source ») sont à placer entre la fin de phrase et le point final[comme ça].
- Les liens internes (vers d'autres articles de Wikipédia) sont à choisir avec parcimonie. Créez des liens vers des articles approfondissant le sujet. Les termes génériques sans rapport avec le sujet sont à éviter, ainsi que les répétitions de liens vers un même terme.
- Les liens externes sont à placer uniquement dans une section « Liens externes », à la fin de l'article. Ces liens sont à choisir avec parcimonie suivant les règles définies. Si un lien sert de source à l'article, son insertion dans le texte est à faire par les notes de bas de page.
- La présentation des références doit suivre les conventions bibliographiques. Il est recommandé d'utiliser les modèles {{Ouvrage}}, {{Chapitre}}, {{Article}}, {{Lien web}} et/ou {{Bibliographie}}. Le mode d'édition visuel peut mettre en forme automatiquement les références.
- Insérer une infobox (cadre d'informations à droite) n'est pas obligatoire pour parachever la mise en page.

Pour une aide détaillée, merci de consulter Aide:Wikification.
Si vous pensez que ces points ont été résolus, vous pouvez retirer ce bandeau et améliorer la mise en forme d'un autre article.
 (mars 2020).
Bienvenue à Paper Port (Puerto Papel) est une série télévisée animée pour enfants de 2015 produite par Zumbástico Studios. La série allie stop-motion et animation 2D avec des personnages et des environnements papercraft, dans une technique appelée Papermotion.

## Synopsis
Mathilde, une fillette de 12 ans, passe ses vacances chez son grand-père dans la ville balnéaire de Paper Port. Après avoir trouvé une noix de coco magique, elle se réveille chaque jour avec un nouveau pouvoir mystérieux, qu'elle doit gérer dans chaque épisode, avec ses amis Carlos, Ferni et Boldo. 

## Production
La série a été coproduite par les chaînes Televisión Nacional de Chile (Chili), Pakapaka (Argentine), Gloob (Brésil) et Señal Colombia. De plus, elle est également produite par Pipeline Studios au Canada et distribuée par Millimages en France. Elle a été diffusée pour la première fois en 2016. Elle est également diffusée sur Discovery Kids (Amérique latine). La production de la saison 2 est annoncée en juin 2018, ainsi qu'un film. 

## Distribution

### Voix françaises
- Jehanne Thellier : Mathilde
- Gilles Serna : Barbacrespa
- Louis Lecordier : Charlie
- Cécile Heredia : Felicia
- Clément Ducros : Bob
- Julien Masdoua : Mortimer
- Jérôme Berbon : Zip
- Julien Masdoua : Mr. Papardeli
- Marion Trintignant : Ms. Papardeli (saison 2, épisode 2)
- Mark Lesser : Tropecio
- Jérôme Berbon : Chef Astudillo
- Benjamin Létard : Normán
- Ljubisav Djukanovic : Bubolíno

## Diffusion
| Pays      | Chaine TV      |
| --------- | -------------- |
| France    | France TV      |
| Chili     | TVN            |
| Argentine | Pakapaka       |
| Pérou     | TVPerú, IPe    |
| Brésil    | Gloob          |
| Portugal  | RTP            |
| Asie      | HBO, Sony YaY  |
| Colombie  | Señal Colombia |
| Australie | ABC ME         |

## Liste des épisodes

### Saison 1
1. Bienvenue à Paper Port
2. Allergie climatique
3. Indigestion temporelle
4. Un concentré d'émotions
5. À mourir de rire
6. Le coup du chapeau
7. Téléportatilde
8. La journée nationale du fromage
9. Le mot interdit
10. Une journée sans fin
11. Amour, gloire et papier
12. Le vie secrète des arbres
13. Quitte ou double
14. Detectilde
15. La Marionette
16. Insomnie
17. Une histoire de patate
18. Des racines et des Hommes
19. Un secret bien gardé
20. Ma vie en skate
21. Grandis, Mathilde !
22. Norman Schlingo Watson, la revanche
23. Échange des corps
24. Il était une fois...
25. La fin des vacances - Partie 1
26. La fin des vacances - Partie 2

### Saison 2
1. Dernier été sur Terre
2. Une histoire de patates 2
3. Multhilde
4. Secrets de skateboard
5. Level Up, Mathilde !
6. Les ailes de l'amour
7. La pré-ado garou
8. La Paprième Dimension
9. Mathilde cartonne
10. La vie des autres
11. Moi, commissaire Adams
12. Retour à Paper Port - Partie 1
13. Retour à Paper Port - Partie 2
14. Matzilla
15. Mathilde, la petite sirène
16. Papermon
17. La Paper fièvre
18. Votez Patate !
19. Le retour de Bobby Jock
20. Mathilde et les Maxi Paper-Monstres
21. Les jours heureux
22. Paper Bang Theory
23. Le groin pourpre de Paper Port
24. Un amour de voiture
25. Au bout du rouleau - Partie 1
26. Au bout du rouleau - Partie 2